# Патријарх антиохијски Теодосије VI
Патријарх Теодосије VI (‎арап. البطريرك ثيودوسيوس السادس‎; рођ: Спиридон Абурјели, 18. септембар 1885.) - епископ Антиохијске православне цркве, Патријарх антиохијски и свег истока 1958-1970.

## Биографија
Средње образовање је стекао у Школи Три светитеља, а високо образовање на Азијском колеџу у Дамаску. Завршио је богословску школу у манастиру Баламанд у Либану.
Од 1906. био је на челу Антиохијске мисије у Месопотамији.
Године 1908. рукоположен је за ђакона од антиохијског патријарха Григорија IV.
Од 1908. до 1912. године служио је као патријаршијски епитроп у Дијарбакиру, koji је у то време bio sedi[te Антиохијске патријаршије. Тамо je учио турски језик.
Године 1912. упућен је да унапреди богословско образовање у Вишу богословску школу Цариградске патријаршије на острву Халки, где је код њега учио будући патријарх Атинагора (Спироу).
Године 1914. служио је као представник Антиохијске цркве у Атини.
Године 1915, након успешно завршене богословске школе на острву Халки, вратио се у Дамаск, а исте године га је антиохијски патријарх Григорије IV хиротонисао за презвитера, узвео га у чин архимандрита и поставио за свог личног секретара.
Године 1923. хиротонисан је за епископа тирског и сидонског и уздигнут у чин митрополита.
27-28. октобра 1931. године учествовао је на Православно-старокатоличкој конференцији у Бону, где је представљао Антиохијску православну Цркву.
По избору митрополита трипољског Александра (Тахана) за патријарха антиохијског и целог истока 1931. године, митрополит Теодосије је премештен у Трипољску епархију.
Године 1935-1936, у чину митрополита, у име Патријарха Александра обилазио је парохије Антиохијске православне Цркве у САД.
Последњих година живота Патријарха Александра III, митрополит Теодосије је био најстарији члан епископије Антиохијске православне цркве и као такав предводио је прославу 50. годишњице епископије патријарха Александра 1953. године.
Године 1945. и 1954. пратио је патријарха Александра  на његовим путовањима у Совјетски Савез.
14. новембра 1958. године изабран је за патријарха антиохијског и целог Истока.
После смрти патријарха Александра, 14. новембра 1958. године, митрополит Теодосије, као најстарији хиротонисани епископ Антиохијске православне Цркве, изабран је за Патријарха Антиохије и целог Истока.
Преминуо је 19. септембра 1970. године у Бејруту после дуге болести.